# 日替わりラジオ コレカラ
『日替わりラジオ コレカラ』（ひがわりラジオ コレカラ）は、東海ラジオで放送されていたラジオの生番組である。2014年9月29日開始、2017年9月29日終了。
放送時間は平日 12:00 - 13:00。

## 概要
2014年秋改編で、かつて13:00まで放送されていた「かにタク言ったもん勝ち」の放送時間が1時間繰り上がることに伴い、新たに放送を開始した。
月曜から金曜まで、それぞれ別の女性アナウンサーおよびタレントが、日替わりでパーソナリティを務めている。ランチタイムに聞きたくなるミュージックや役立つ情報などを届ける番組。
テーマ曲はDEPAPEPE「VIVA! JUMP!」。

## パーソナリティ
- 成田香織（フリーアナウンサー、2017年3月までは東海ラジオアナウンサー） - 木曜→火曜→月・火曜担当（2016年春改編で、新たに木曜のみ担当する「タクマのHAPPY TIMES!!」の放送開始に伴い、担当曜日を変更。さらに同年8月スタートの新番組「FINE DAYS!」にアシスタントとして起用される前野沙織の降板に伴い、月曜日も新たに担当）
- 堀真理子（タレント） - 木曜→水・木曜担当（以前は土曜日朝に放送されていた「天野良春 パラダイスキング」のアシスタント。2016年4月より同番組担当。同年8月からは、前述の前野の降板に伴い、水曜日も新たに担当）
- 山口由里（フリーアナウンサー） - 金曜担当（2016年8月より同番組担当）。・元東海ラジオアナウンサーで東海ラジオ退職後、初めて古巣のワイド番組のパーソナリティを務める。

### 過去
- 山崎聡子（出演当時・東海ラジオアナウンサー、2015年9月まで） - 月曜担当（ディレクター職への異動に伴い、降板[2]）
- 青山紀子（出演当時・東海ラジオアナウンサー、2016年3月まで） - 火曜担当
- 森由貴子（タレント、2016年3月まで） - 水曜担当
- 前野沙織（東海ラジオアナウンサー、2016年7月まで） - 金曜→月曜・金曜→月曜・水曜・金曜担当

### 変遷
| 期間    | 期間    | 月曜     | 火曜     | 水曜     | 木曜     | 金曜     |
| ------- | ------- | -------- | -------- | -------- | -------- | -------- |
| 2014.09 | 2015.09 | 山崎聡子 | 青山紀子 | 森由貴子 | 成田香織 | 前野沙織 |
| 2015.10 | 2016.03 | 前野沙織 | 青山紀子 | 森由貴子 | 成田香織 | 前野沙織 |
| 2016.04 | 2016.07 | 前野沙織 | 成田香織 | 前野沙織 | 堀真理子 | 前野沙織 |
| 2016.08 | 2017.09 | 成田香織 | 成田香織 | 堀真理子 | 堀真理子 | 山口由里 |

## コーナー
かつて「かにタク言ったもん勝ち」で内包されていた箱番組の一部を引き継いでいる。※印は「かにタク」から放送枠が移動したことを表す。
- 氷川きよし節（12:10頃）※
- TSUKEMENのTSUKEラジ!（12:29頃、月曜日）
- サンプラザ中野くんのどえランナー（12:29頃、火曜）
- TOKYO UPSIDE STATION（12:29頃、水 - 金曜）※
- 渡辺徹 家族の時間（12:40頃）
- 運転手さん、ちょっと聞かせて
  - 東海地方各地のタクシー会社のドライバーと電話をつなぎ、苦労話やおすすめのランチ情報を尋ねる。
- 日替わりコーナー

月:「音楽のかおり」
火:「香織の空物語」
水:「ホリマリの深掘りJAPAN!!」
木:「ホリマリのらん・らん・ランキング」、「コレカラアイテムコレクション」
金:「由里の世界をぐるっとグルメぐり！」
- ちょっと旅気分【提供：近畿日本ツーリスト】※
  - おすすめの旅プランを紹介。なお東海ラジオで催される大半のツアー旅行は近畿日本ツーリストが協力しているため、参加者募集中の場合はその旅プランが紹介される。2014年9月末までは「かにタク言ったもん勝ち」の中で放送されていた。
- エンディング
  - 最後はお別れのあいさつ（「午後は、コレカラ!」）で番組終了。後続番組「FINE DAYS!」の各パーソナリティとのクロストークがある。[4]

### かつてのコーナー
（ ）内は、日替わりコーナー放送時のパーソナリティ。
- 月:「聡子のちょこっと聞きかじり」（山崎）→「劇場に”前”のめりっ!」（前野）
- 火:「紀子の大人のたしなみ」（青山）
- 水:「由貴子のファッション図鑑」（森）→「前野のおススメ ミュージックディッシュ」（前野）
- 木:「香織のかんたんお手軽リフレッシュ」（成田）
- 金:「休日前野オススメ情報」（前野）

## 特別番組
- 2016年9月21日・22日：「東海ラジオ大感謝祭2016 ラジオ新生活～NEW LIFESTYLE～」公開生放送のため、特別対応。
  - 21日：放送休止
  - 22日：「コレカラもヨヂカラ!」として、名古屋市・オアシス21 銀河の広場より公開生放送（16:00 - 19:00）。本番組からの出演は成田、堀、山口。